# Хіна-мацурі

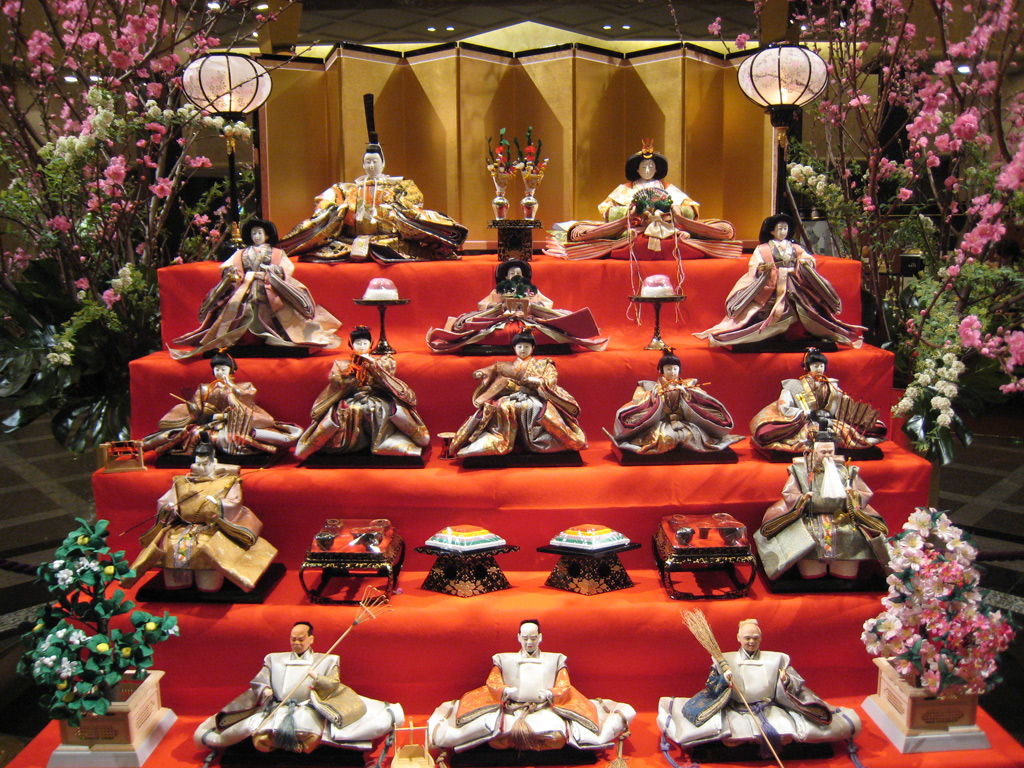
Святкові ляльки

Хі́на-мацу́рі (яп. 雛祭り, ひなまつり, МФА: [çinamat͡suɾʲi], «свято ляльок») — щорічне свято дівчат в Японії. Відзначається 3 березня. Походить від стародавнього придворного обряду відлякування злих духів навесні, в час цвітіння персика. Стало загальнонародним святом в 17 столітті. Полягає у побажанні щастя і здоров'я дівчатам, майбутнім дружинам. На свято в оселях родин, що мають доньок, виставляють святкові ляльки, прикраси, солодкі тістечка, біле саке та квіти персика. Хоча свято не має статусу національного, його святкують в усіх куточках країни. Іноземними мовами часто перекладається як Свя́то дівча́т.

## Назви

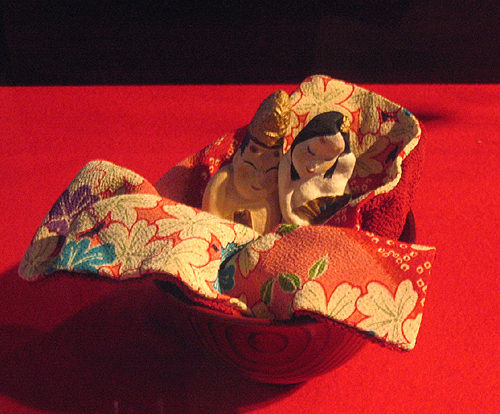
Еротичні ляльки для Свята дівчат (Томо, Хіросіма)

- Свя́то пе́рсиків (яп. 桃の節句, もものせっく, МФА: [momo no sek̚.ku̥ ])
- Свя́то ляльо́к (яп. 雛の節句, ひなのせっく, МФА: [çina no sek̚.ku̥ ])
- Свя́то змії́ (яп. 上巳の節句, じょうしのせっく, МФА: [d͡ʑоːɕі no sek̚.ku̥ ])

## Дата
Свято традиційно відзначалося щороку 3 числа 3 місяця за японським сонячно-місячним календарем. За китайським гороскопом цей день називався «днем змія першої декади» місяця. В григоріанському календарі він припадав на початок квітня. 1873 року, в часи реставрації Мейдзі, японський уряд офіційно замінив японський календар григоріанським, а свято 3 числа 3 місяця закріпив за 3 березня. Центральні регіони країни прийняли нову дату святкування. Проте у сільській місцевості й північних краях Свято дівчат продовжують відзначати за старим календарем — 4 квітня.

## Ляльки

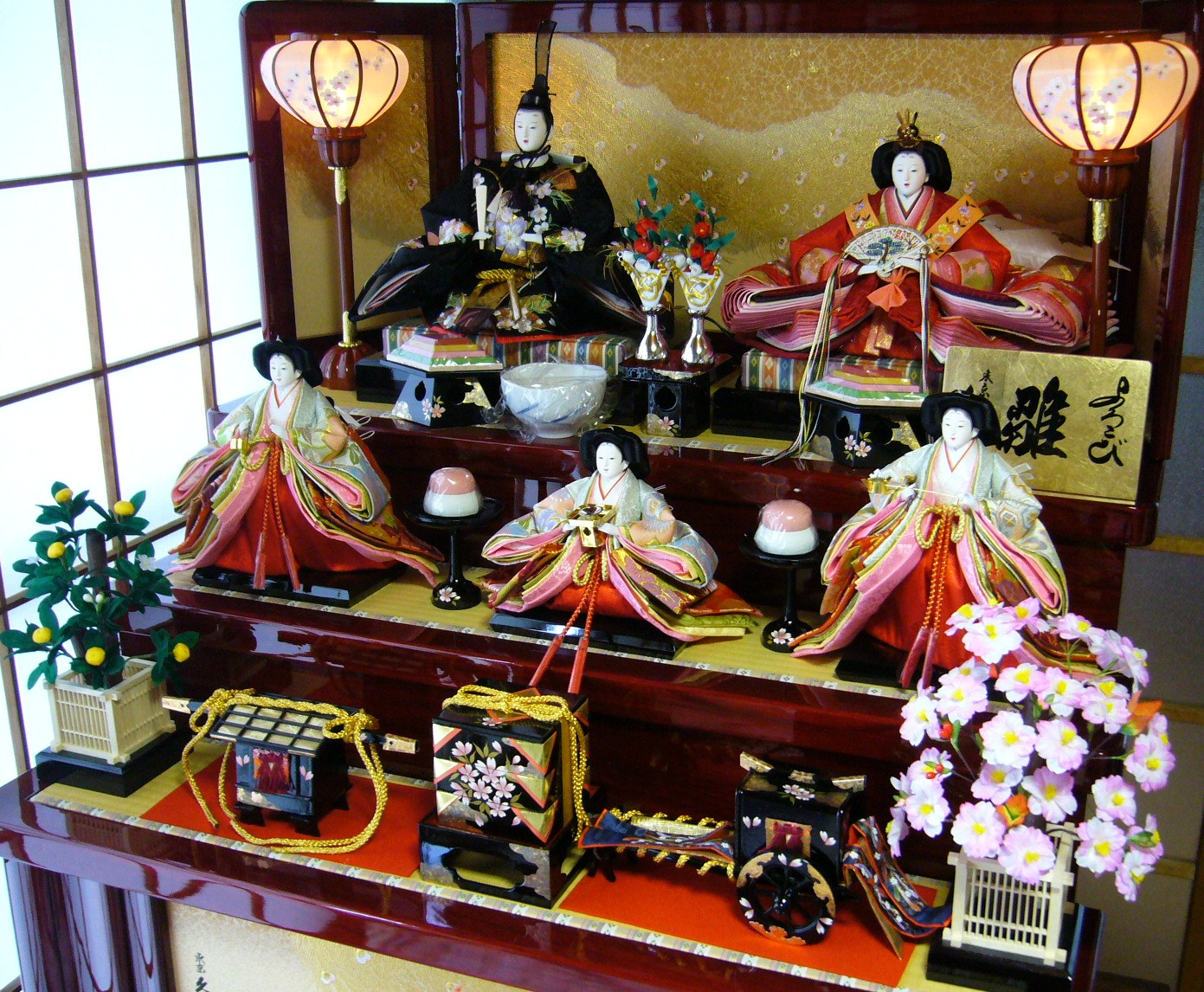
Святкові ляльки у компактному комплекті на триярусній підставці

### Стиль
Усталений комплект ляльок оформився на початку 19 століття. Усі вони одягнені в костюми придворної аристократії 9 — 12 століття. Ляльок виставляють на святкову підставку, прикрашену червоним кольором. У 17 столітті підставка була одноярусною, проте з кінця 18 століття стала багатоярусною. Зазвичай використовують три-, п'яти-, семи- або девятиярусні підставки. Окрім ляльок, на підставці розміщують ширму, квіти, солодощі та інвентар ляльок — карети, скрині, хатнє начиння. Вся композиція символізує Імператорський палац, уособлення ідеальної заможної родини. На відміну від звичайних ляльок, святковими ляльками не граються, а лише милуються. 
На підставці розміщують такі ляльки:
- Імператор (男雛, «чоловіча лялька») і Імператриця (女雛, «жіноча лялька»). У Східній Японії ляльку Імператора ставлять ліворуч, у Західній Японії — праворуч. Обидві фігури сидять на найвищому ярусі підставки, на квадратних кольорових матах, на тлі позолоченої ширми. Ляльки символізують чоловіка та дружину — ідеальну сім'ю.
- Три придворні дами (三人官女) — фрейліни Імператорського палацу. Одна з дам має вищипані брови і пофарбовані чорною фарбою зуби. Ляльки знаходяться на другому ярусі.
- П'ять музик (五人囃子) — музиканти Імператорського палацу. Двоє тримають великі барабани, один — малий барабан, один — флейту. Останній музика — співає. Ці ляльки уособлюють радість життя.
- Почет (随身) — ляльки двох міністрів та гвардійців Імператорського двору.
- Прислужники (仕丁) — челядь Імператорського палацу. Зазвичай виставляються групами по 3 особи.

### Центри виготовлення
- Коносу, Сайтама